# Граф фон Глейхен (мюзикл)
Граф фон Глейхен — мюзикл по мотивам саги о графе фон Глейхене из Тюрингии, для которого Петер Франк написал музыку, а Дирк Шаттнер был директором. Премьера мюзикла состоялась 27 мая 2006 года в поместье Рингофен в Мюльберге с видом на замок «Драй Глейхен».

## Сюжет
По призыву императора Эрнст, граф Глейхен, отправляется в крестовый поход. В замке Глейхен он оставляет свою жену Регину и двоих детей. Граф и его оруженосец Курт попали в плен и провели 6 лет в качестве рабов при дворе султана Камалуддина из Каира.
Наконец, об Эрнсте узнаёт Селина — юная дочь султана. Её собираются выдать замуж за богатого арабского дворянина, но она предпочла сбежать с графом. Граф Эрнст встревожен, поскольку Курт рассказал, что ему приснилось, что жена Эрнста умерла на родине. Он соглашается на план побега Селины. Селина, Эрнст, Курт и его любовница Ясира отправляются в Европу. Прибыв в Венецию, граф Эрнст узнал, что его жена ещё жива. Селина, однако, не видит в этом никакой проблемы, поскольку на Востоке принято, чтобы мужчина имел несколько жён. В Риме Папа лично дал своё благословение на их брак.
Графиня Регина ждала своего мужа в замке Глейхен все эти годы. Ни нашёптывания придворного интригана-капеллана Малахуса, ни предложения разных графов жениться на ней не угасили её веры в возвращение мужа. Когда она получила письмо, в котором граф объявляет о своём возвращении вместе с Селиной, Регина была потрясена. Но радость о возвращении любимого мужа побеждает ревность, и Регина решила принять Селину, которая спасла жизнь Эрнсту, как сестру.

## Исполнители
Профессиональные исполнители и группа «Holger-Arndt-Connexion» в сопровождении около 70 участников со всего региона, которые участвуют в хорах и в качестве статистов.
Главные исполнители:
- Граф Эрнст фон Глейхен: Петер Франк (нем. Peter Frank)
- Графиня Регина: Катрин Вебер[нем.] (нем. Katrin Weber), Клаудия Хауф (нем. Claudia Hauf), Моника Стачак (нем. Monika Staczak)
- Селина: Кристин Кухнерт (нем. Kristin Kuhnert)
- Курт: Йоахим Хользей (нем. Joachim Holzhey)
- Ясира: Глория Маркс (нем. Gloria Marks)
- Малахус: Йозеф Шварц (нем. Josef Schwarz)
- Султан: Берт Линнеманн (нем. Bert Linnemann)